# 第四次拉特朗公會議
第四次拉特朗公會議，又譯作第四次拉特朗大公會議、第四次拉特蘭會議（英文：Fourth Council of the Lateran），是第四次在羅馬拉特蘭宮所舉行的第十二次大公會議，由教宗諾森三世在1215年所召開。

## 會議內容
會議中的決定不僅確立了教會生活與教宗權力的頂峯，也象徵聖座的權力已支配拉丁基督教界的每一個方面。
參加會議者包括了71位總主教（其中包括君士坦丁堡及耶路撒冷總主教)、412位主教、900位修道院院長及副院長、宗教團體領袖和法王、英王、匈牙利王、德皇腓特烈、阿拉贡国王、耶路撒冷王、塞浦路斯王派來的特使，以及義大利各城的代表。 為俗世統治者的代表。
此會議所造成的影響與作出的決定如下：
- 羅馬教會是唯一救贖的媒介。[6]
- 確立了聖職人員與教宗對社會的領導地位，「教宗權力至高無上。」[7]
- 不同意教宗者即為異端，可被處沒收全部家產。[7]
- 決定預備再組第五次十字軍，[8]由教宗親領出征。
- 確認方濟會成立。
- 指斥瓦勒度派及亞爾比根派為異端。
- 建立異端裁判所。[8]規定了對不肯悔改、傳佈異端者的刑罰。
- 宣告限制贖罪券的頒放。
- 規定教民每年需作一次告解。
- 禁止再設立新的修會，以避免修院設立的氾濫。
- 禁止任何聖物崇拜，除非得到教會的許可。[9]
- 提醒主教作教師的責任。規定主教們應當選能幹的人講道，並為學識較差者免費提供神學及文法教育。
- 強調聖職人員的培育與革新，禁止買賣聖職。規定聖職人員的外在生活，如：公職、貿易、穿著、表演等。[10]
- 命令猶太人及回教徒穿著特別服裝。猶太人除了不可擔任有權管轄基督徒的公職外，更被排除於一般社會之外；會議中還規定猶太人必須佩帶一種特殊標記[4]，所有基督徒應避免和猶太人往來。[7]
- 有關聖餐禮中，「化質說」被接納為正統。「化質說」認為，餅與酒內存的永久真實，經過祝謝已經變成基督的血與肉了。
- 命令所有聖職人員必須禁戒各種消遣活動。禁止聖職人員在施行聖禮上收取任何的費用。命令所有的教堂內都必須設立學校。[11]。

## 會議相關內容
在依諾增爵三世擔任教宗期間，在教會的改革上有成長，而且也較少屈服於神聖羅馬帝國的權勢下。教宗關切宗教事務，也致力於教會群體的建立、屬靈事務，以至於教會就成為他致力的重點。拉特蘭第四次會議在這樣的背景下產生。此會議舉辦於公元十三世紀的大公會議，通常被認為是特利騰大公會議之前最大的大公會議。舉辦此會議的是教宗依諾增爵三世，他希望舉辦的是有史以來最大的大公會議，因此召集了四百位主教、八百位的修道院院長和領袖、許多歐洲的國王和代表等。
教宗明確定聲明此次會議的目的是：「根除罪惡，栽植美德；改正缺失，重建道德；去除異端，強化信仰，解決紛爭，建立和平；擺脫壓迫，滋養自由；勸導基督徒幫助聖地。」 會議的具體項目也有兩大方面: 一是改革教會，二是恢復聖地。涉及的議題包括: 教會財產的使用、十一奉獻、審判的程序等等。此外也規定猶太人要穿有所分別的穿著、教友每年要有一次的悔罪、以及復活節前的大齋期要領聖餐等等。關於聖地的恢復也是這次會議中一個重要的討論和決議項目。決議的內容中表明: 使聖地從異教徒的手中得釋放是我們熱切的渴望。因此，會議之後的第三年，即開始展開第五次的十字軍東征。
此外，在這次會議中也宣告: 教宗是羅馬的主教，也再次強調唯有羅馬天主教會是真正的上帝的教會。其它重要的決議還包括: 詳細闡述大公信仰和變質說。確立對抗異端的程序和處罰。根據聖經應當只有一位牧人，因此鼓吹希臘教會重新與羅馬教會聯合。各地信徒的崇拜儀式允許採納各地風俗等等。